# Nikolajka
Nikolajka je pražská usedlost nacházející se na Smíchově. Na místě tehdejší vinice ji nechal na konci 17. století postavit JUDr. Antonín František Nikolai – adjunkt finančních úřadů, lichtenštejnský, eggenberský a schwarzenberský rada a zemský advokát.

## Historie
Usedlost byla v 18. století radikálně přestavěna. V roce 1860 získala pozdně klasicistní vzhled, který si uchovala dodnes. Budova, jež byla zvýšena po stranách o jedno patro, má valbovou střechu a v průčelí balkon na hranolových pilířích. Místnosti v přízemí jsou valeně zaklenuty. V zahradě stojí kaplička s plechovou stříškou, v jejímž výklenku stojí dřevěná socha Panny Marie.
Nikolajka je od roku 1964 památkově chráněna. V současné době je opravena a slouží bytovým účelům. Podle usedlosti se jmenuje ulice U Nikolajky.

### Po roce 1989

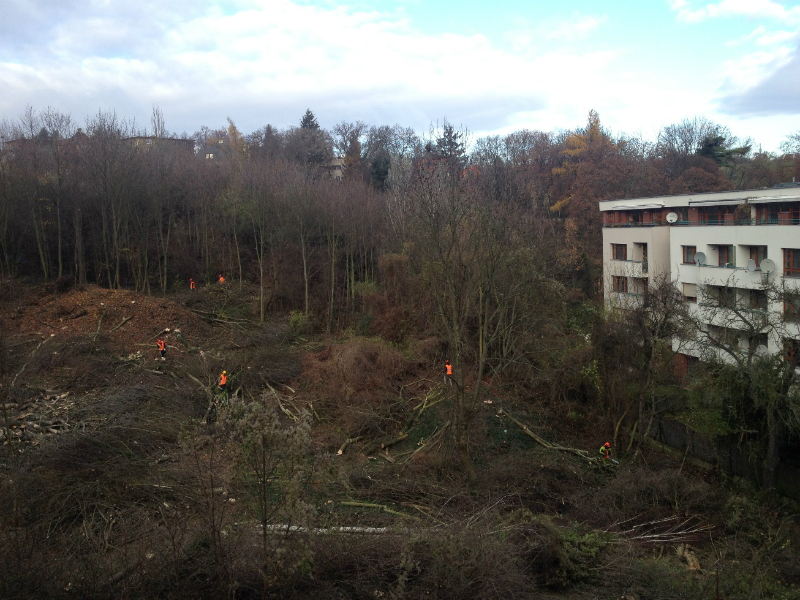
Okolí Nikolajky na Smíchově přichází kvůli developerovi o zeleň

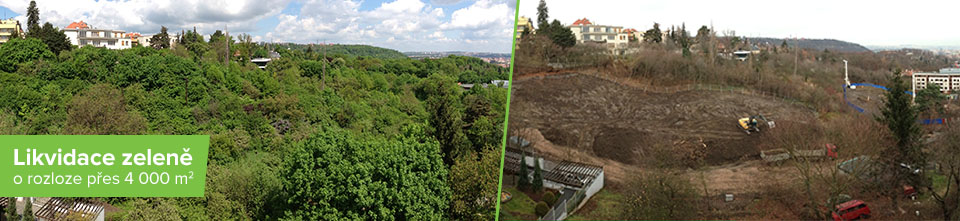
Malebná stráň Nikolajky na Smíchově plná hnízdícího ptactva před zásahem developera

V prosinci 2013 začala vlna protestů občanů Smíchova proti záměru Central Group postavit v ulici v místech zeleně developerský projekt Nová Nikolajka. Předimenzované bytové domy s cca 110 byty na 6 nadzemních podlažích. Projekt od začátku doprovází mnoho nejasností a závažných pochybení. V místě zahájené stavby byly zahrady, které magistrát hlavního města prodal developerovi Central Group. Na konci roku 2013 Central Group nechal vykácet přes 4 000 m² zeleně (cca 400 stromů). Podle místních byla vykácená oblast biotopu zákony EU chráněného roháče obecného, největšího evropského brouka a slepýše křehkého. Obyvatelům Smíchova vadí, že stavba zhorší životní prostředí a dopravní situaci. Projektované stavby výškou i délkou fasád nerespektují charakter lokality. O situaci v ulici U Nikolajky informovala veřejnoprávní média. Během jednoho týdne se podepsalo téměř 2000 občanů pod Petici proti stavbě komplexu "Nová Nikolajka" společnosti Central Group. Výsledek petice ukazuje na zájem lidí o zachování zelených míst v Praze a zároveň přesycení developerskými projekty. Občané založili občanské sdružení Za zelenou Nikolajku.

### Výstavba domů
V lokalitě Nikolajka na konci slepé ulice U Nikolajky ve svahu byly postaveny dva domy s celkem 105 byty. Domy jsou postaveny na půdorysu L. V budovách jsou třípodlažní podzemní garáže s 55 parkovacími místy. Společnou chodbou se vstupem z ulice U Nikolajky se vchází do tří bytové sekce. Chodba má prosklené atrium s možností vstupu do společné zahrady. K bytům vede schodiště nebo výtahy z každé sekce podzemních garáží.